# Trichoderma koningii
Trichoderma koningii är en svampart som beskrevs av Oudem. 1902. Trichoderma koningii ingår i släktet Trichoderma och familjen Hypocreaceae.   Inga underarter finns listade i Catalogue of Life.